# Słotwina (Świdnica)

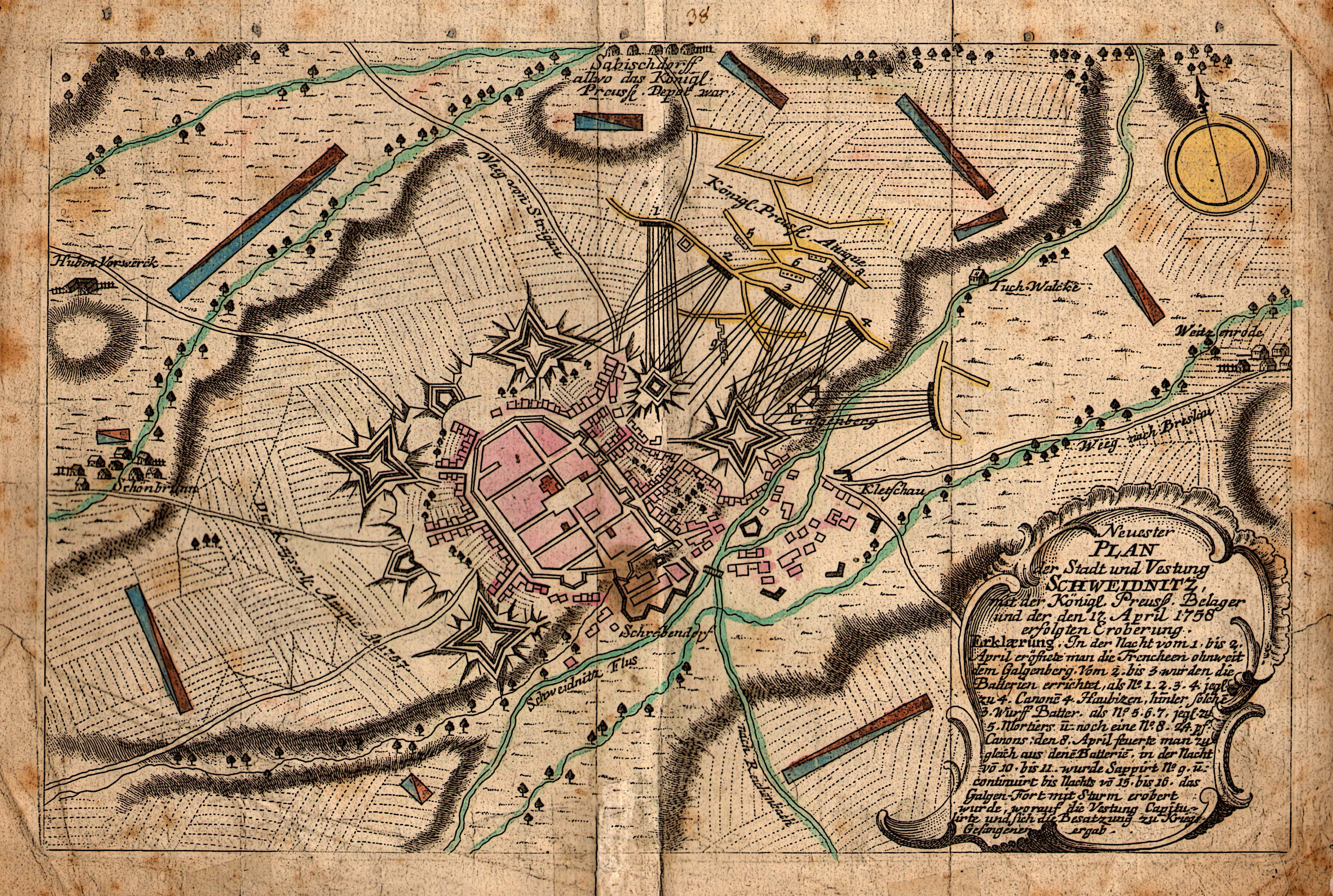
Schönbrunn ganz links im Bild auf einem Plan der Stadtbefestigung von Schweidnitz aus dem Jahr 1758

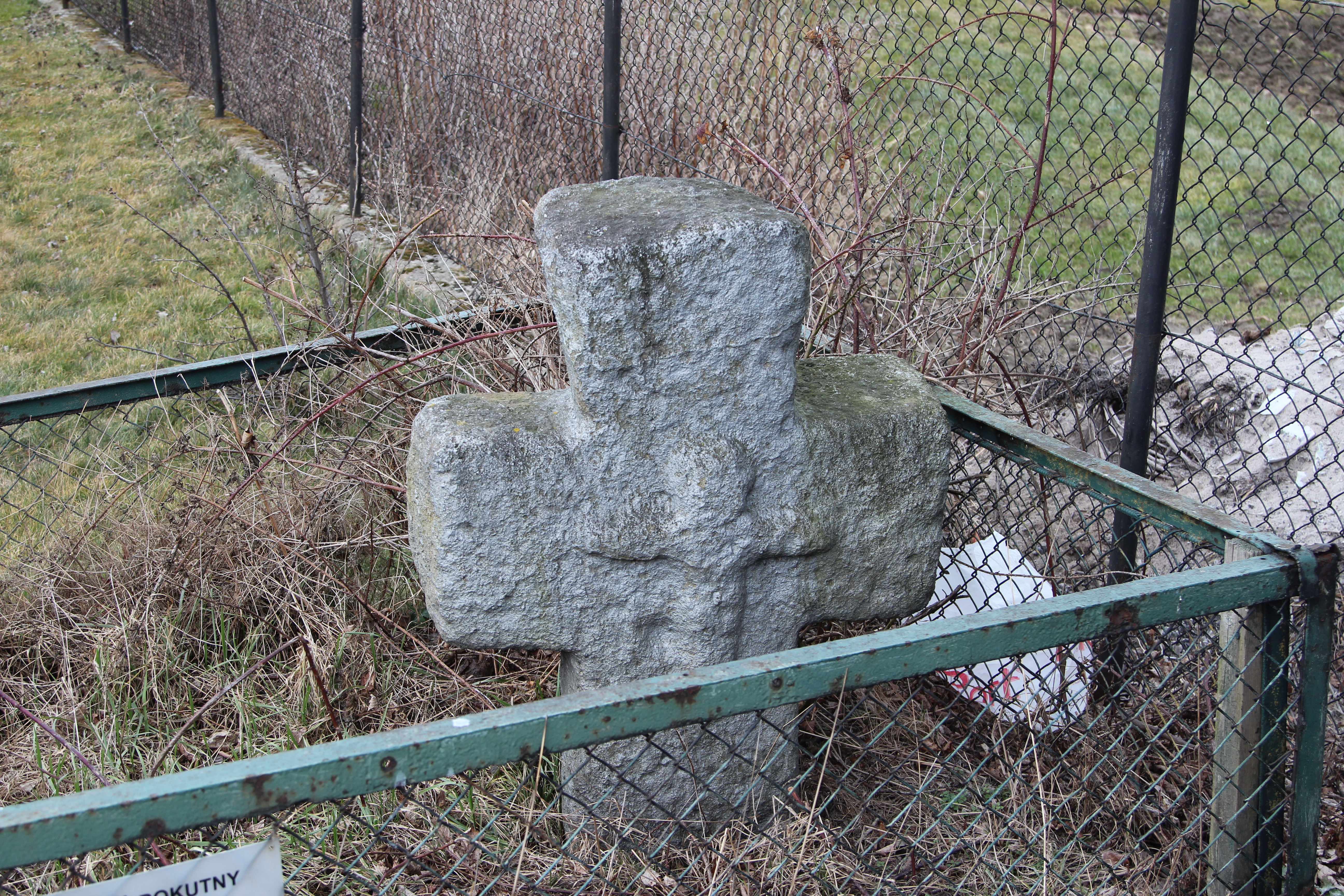
Sühnekreuz

Słotwina (deutsch Schönbrunn bei Schweidnitz) ist ein Ort in der Landgemeinde Świdnica (Schweidnitz) im Powiat Świdnicki der Woiwodschaft Niederschlesien in Polen.

## Lage
Słotwina liegt westlich von Świdnica (Schweidnitz) an der Straße nach Świebodzice (Freiburg in Schlesien). Nachbarorte sind Komorów (Kammerau) im Westen und Witoszów Dolny (Nieder Bögendorf) im Südwesten.

## Geschichte
1282 vereinigte der Breslauer Herzog Heinrich IV. „Soneburn“ mit der Stadt Schweidnitz. Der Ort war Kämmereidorf. Die Bewohner von Schweidnitz waren marktfrei, und es wurde kein Marktstandsgeld erhoben. Katholisch war Schönbrunn zur Stadtpfarrkirche Schweidnitz gepfarrt und evangelisch seit 1653 zur Friedenskirche Schweidnitz. Der Ort besaß einen eigenen Friedhof, der heute nicht mehr existiert. Vor 1742 wurde in Schönbrunn eine evangelische Schule gegründet, in der 163 Kinder unterrichtet wurden. Nach dem Ersten Schlesischen Krieg 1742 fiel Schönbrunn mit dem größten Teil Schlesiens an Preußen. 1812 wurde es dem Landkreis Schweidnitz eingegliedert.
1874 wurde der Amtsbezirk Cammerau gebildet, dem die Landgemeinden Cammerau und Schönbrunn sowie Gutsbezirk Cammerau eingegliedert wurden. Das Standesamt war in Cammerau. 1895 zählte die Landgemeinde Cammerau einen Wohnplatz, 96 bewohnte Wohnhäuser und 233 gewöhnliche Haushaltungen. Es waren 1110 Einwohner, davon 920 evangelisch und 190 katholisch. Vor dem Dorf standen zwei Windmühlen. 1938 wurde die Gemeinde Schönbrunn (teilweise) aus dem Landkreis Schweidnitz in die Stadt und den Stadtkreis Schweidnitz eingegliedert.
Als Folge des Zweiten Weltkriegs fiel Schönbrunn mit dem größten Teil Schlesiens 1945 an Polen. Nachfolgend wurde es in Słotwina umbenannt. Die einheimische deutsche Bevölkerung wurde – soweit sie nicht schon vorher geflohen war – vertrieben. Die neu angesiedelten Bewohner waren teilweise Zwangsumgesiedelte aus Ostpolen, das an die Sowjetunion gefallen war. Von 1975 bis 1998 gehörte Słotwina zu Woiwodschaft Wałbrzych.

## Sehenswürdigkeiten
- Sühnekreuz